# Gustav Killian

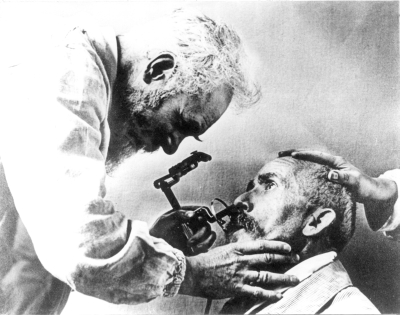
Gustav Killian

Gustav Killian (n. 2 iunie 1860, Mainz – d. 24 februarie 1921, Berlin) a fost un medic oto-rino-laringolog german care a pus la punct metoda de bază a bronhoscopiei.

## Biografie
Gustav Killian a absolvit studii la facultățile  de medicină din Freiburg, Berlin, Heidelberg și Strassburg în anul 1884, apoi a lucrat la un spital din Mannheim. În anul 1887 a fost numit medic șef în clinica de ORL din Freiburg. După o serie de cercetări în domenii noi medicale, i se va acorda o funcție în conducerea Spitalului Charité din Berlin unde a devenit ordinarius post care ulterior a fost transformat în anul 1920 în funcția de profesor universitar. In același an a fost numit decanul facultății din Berlin. In anul 1921 a murit în mod neașteptat după o operație de pancreas.